# Hestinalis namida
Hestinalis namida är en fjärilsart som beskrevs av Hans Fruhstorfer 1906. Hestinalis namida ingår i släktet Hestinalis och familjen praktfjärilar. Inga underarter finns listade i Catalogue of Life.